# Agrupamiento Deportivo Militarizado Cóndor
El Agrupamiento Deportivo Militarizado Cóndor es una organización civil con una estructura militarizada fundada el 8 de julio de 1995 por 9 jóvenes estudiantes. Actualmente tiene presencia en los estados mexicanos de Veracruz, Chiapas, Estado de México, Puebla, Tamaulipas, Michoacán, Aguascalientes, Colima además del Distrito Federal y Juárez.
Esta organización va dirigida a niños desde los 4 años, pasando por jóvenes de diferentes edades. Para ello se divide en diferentes grupos:
- Grupo Infantil: De 4 a 6 años, ambos sexos.

- Grupo Menor: De 7 a los 11 años, ambos sexos.

- Grupo Femenil: Señoritas a partir de los 12 años.

- Cuerpo de cadetes de infantería: Varones a partir de los 12 años.

- Cuerpo de Auxiliares: Unidad formada por padres o madres de familia.

- Banda de Guerra: Ambos sexos desde los 8 años.

- Cuerpo de escoltas de bandera: Ambos sexos desde los 12 años.

- Cuerpo de policía militarizada: Desde los 15 años.

- Cuerpo de Sanidad: Desde los 12 años, ambos sexos.

- Cuerpo de protección civil: Desde los 12 años, ambos sexos.

- Tropa de especialistas: Desde los 14 años, ambos sexos.

- Cuerpo de montaña: Desde los 13 años, ambos sexos.